# Pteridina ossidasi
La pteridina ossidasi è un enzima appartenente alla classe delle ossidoreduttasi, che catalizza la seguente reazione:
2-amino-4-idrossipteridina + O2 ⇄ 2-amino-4,7-diidrossipteridina + (?)
L'enzima è diverso dalla xantina ossidasi (numero EC 1.17.3.2) e non agisce sulla ipoxantina.metda